# San José Cuyachapa
San José Cuyachapa är en ort i Mexiko.   Den ligger i kommunen Esperanza och delstaten Puebla, i den sydöstra delen av landet, 200 km öster om huvudstaden Mexico City. San José Cuyachapa ligger 2 644 meter över havet och antalet invånare är 1 129.
Terrängen runt San José Cuyachapa är kuperad åt nordväst, men åt sydost är den bergig. Runt San José Cuyachapa är det ganska tätbefolkat, med 93 invånare per kvadratkilometer. Närmaste större samhälle är Río Blanco, 16,8 km öster om San José Cuyachapa. I omgivningarna runt San José Cuyachapa växer huvudsakligen savannskog.